# エリ・コーヘン (映画監督)

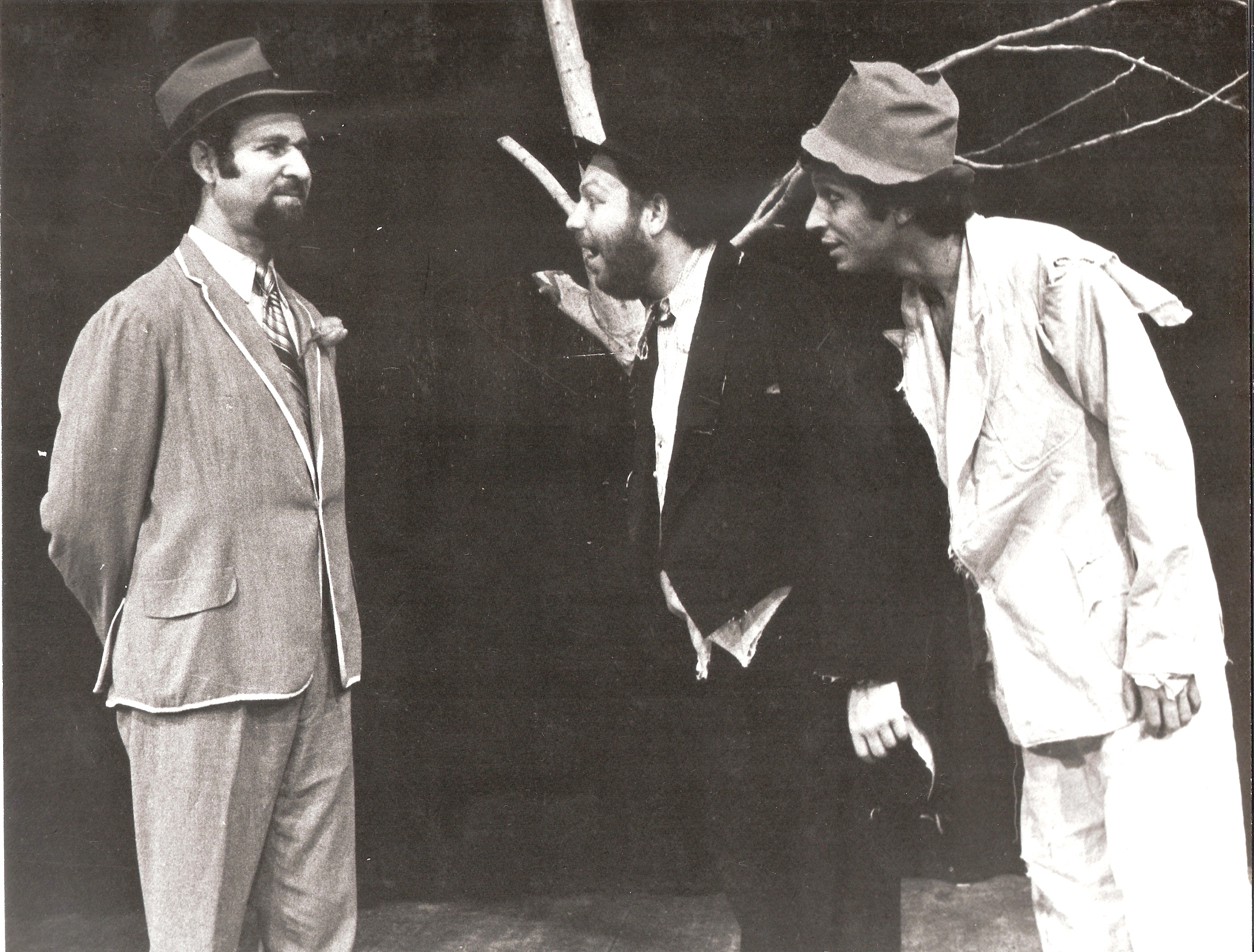
1973年の舞台『ゴドーを待ちながら』に出演した右からエリ・コーヘン、シモン・レフ＝アリ、シャイ・ダノン。

エリ・コーヘン（Eli Cohen、ヘブライ語: אלי כהן、
1940年12月18日 - ）は、イスラエルの俳優、映画監督。コーヘンが監督した1989年の映画『Aviya's Summer』 (ヘブライ語: הקיץ של אביה; 翻字 Ha-Kayits Shel Aviya) は、第39回ベルリン国際映画祭のコンペティションに出品され、主演したギラ・アルマゴールとカイフ・コーヘンが、芸術貢献賞の銀熊賞を受賞した。その6年後の1995年には、監督した1994年の映画『Under the Domim Tree』(ヘブライ語: עץ הדומים תפוס; 翻字 Etz Hadomim Tafus) が第48回カンヌ国際映画祭のある視点部門で上映された。

## おもなフィルモグラフィ

### 監督作品
- Ricochets (Shtei Etzbaot Mi'Tzidon) (1986)
- Aviya's Summe (1989) - 別題：Summer of Aviya
- The Quarrel (1991)
- Under the Domim Tree (1994)

### 出演作品
- Neither by Day Nor by Night (1972)
- Jesus (1979)
- Buzz (1998)